# Zawór
Zawór – urządzenie do zamykania otworów, wylotów, do regulowania przepływu płynów (cieczy lub gazów) przez przewody, jak i zapobieganiu ich cofania. Również do regulacji ciśnienia, jak i kontrolowanego uwalniania ciśnienia.
Rozróżniamy dwa główne rodzaje zaworów: kulowy i tłokowy.
- w zaworze kulowym znajduje się obrotowa kula z przelotem – przekręcenie kurka powoduje otwarcie lub zamknięcie zaworu przez zmianę ustawienia osi przelotu względem korpusu
- w zaworze tłokowym kręcenie kurkiem powoduje wsuwanie i wysuwanie tłoka zamykającego przepływ.

## Podział zaworów
Zawory klasyfikuje się, w zależności ich przeznaczenia, następująco:
- regulacyjne
- zamykające – przeznaczone do pracy przy skrajnych położeniach zawieradła, czyli przy całkowitym otwarciu lub zamknięciu otworu przepływającego.

Zawór bezpieczeństwa

- rozdzielcze – służą do zmiany drogi przepływającego czynnika. Stosowane są one na przykład w rozgałęzieniach przewodów.
- bezpieczeństwa – umożliwiające awaryjne wypłynięcie płynu z przewodu lub zbiornika w przypadku przekroczenia określonego ciśnienia
- zwrotne – umożliwiające przepływ płynu tylko w jednym kierunku

W zależności od rodzaju ruchu zawieradła i sposobu zmiany przekroju otworu przepływowego wyróżnia się:
- zawory przykrywające – zawieradło przesuwa się w kierunku prostopadłym do powierzchni uszczelniającej gniazda
  - zawory wzniosowe
  - klapy
  - zawory membranowe
- zawory zasłaniające – zawieradło przesuwa się stycznie do powierzchni uszczelniającej gniazda
  - zawory zasuwowe – stosowane w przewodach o większych średnicach (rurociągach) celem odcinania przepływu medium. Do ich zalet zalicza się przepływ prostoliniowy. Zawory te nie nadają się do regulacji przepływu, gdyż występują w nich zbyt duże opory przepływu oraz mają one charakterystykę dalece odbiegającą od liniowej. Ponadto próby dławienia przepływu zasuwami narażają te urządzenia na szybkie zniszczenie z uwagi na korozyjną działalność kawitacji.
  - zawory kurkowe – elementem zamykającym jest obrotowy stożek lub walec o osi obrotu prostopadłej do kierunku przepływu
  - zawory motylkowe (tzw. przepustnice)
- zawory iglicowe – elementem zamykającym przepływ jest iglica. Są one stosowane w motoryzacji i w osprzęcie instalacji automatyki przemysłowej.